# Sait Orahovac
Sait Orahovac (Podgorica, 24. svibnja 1909. – Sarajevo, 21. studenoga 1992.) je bosanskohercegovački, crnogorski i jugoslavenski pjesnik i folklorist. 

## Životopis
Od rane mladosti živi u Sarajevu, gdje na Filozofskom fakultetu, završava povijest južnoslavenskih književnosti i srpskohrvatski jezik. Doktorirao je 1980. godine iz oblasti književne folkloristike s doktorskom tezom pod nazivom Kulturno-povijesne, etičke i estetske oznake muslimanskih narodnih pjesama na Filozofskom fakultetu u Sarajevu, pred komisijom: akademik Dušan Nedeljković, akademik Blaže Koneski i prof. dr. Ljubomir Zuković. Njegova disertacija do danas nije objavljena. 
Objavio je oko 35 knjiga od čega 20 zbirki poezije i 15 knjiga iz oblasti folkloristike i nauke. Bio je poznat kao odličan socijalni pjesnik. Njegove pjesme prevedene su na ruski, bugarski, makedonski, slovenski, češki, poljski, albanski, turski, azerski, arapski, francuski i engleski jezik. Njegov istraživački rad pretočen je u zbirke blaga bošnjačkog naroda, te u knjige narodnih i antifašističkih pjesama bunta i otpora, anegdota i humora. Poseban doprinos dao je u izučavanju sevdalinki. Proučavao je folklor i istraživao kulturnu baštinu i tradiciju naroda. Poslije oslobođenja bio kustos Muzeja revolucije BiH i u tom svojstvu sakupljao arhivsku, folklornu i drugu građu iz perioda Narodnooslobolilačkog rata i narodne revolucije.
U okviru naučnog rada, priredio je Pjesme o narodnim herojima, Savremene narodne pjesme iz borbe i obnove, Partizani u anegdotama, Anegdote o našim književnicima, Vedrine duha, Sevdalinke, balade i romanse Bosne i Hercegovine, Pjesme bunta i otpora', Stare narodne pjesme Muslimana Bosne i Hercegovine, Muslimanske narodne pjesme i druge.
Bio je član Društva pisaca Bosne i Hercegovine i član Društva za obradu folklora. 
Umro je u Sarajevu, 21. novembra 1992. godine. 
2014. godine u Bosanskom kulturnom centru organizirana je premijera dokumentarnog filma Vihori uzdaha – Sait Orahovac 1909−1992. posvećenog ovom istaknutom književniku.

## Nagrade
Sait Orahovac dobitnik je mnogih nagrada i ordena:
- 1957. godine Nagrada Društva pisaca Bosne i Hercegovine za djelo Sonetna senčenja
- Dvadesetsedmojulska nagrada SR Bosne i Hercegovine
- Povelja zaslužnog građanina Sarajeva
- Orden zasluga za narod
- Orden bratstva i jedinstva
- Jubilarna plaketa SUBNOR-a

## Vanjske poveznice
- Jašar Redžepagić: Bitna obeležja poezije Saita Orahovca i njegov doprinos folkloristici
- Biografija Sait Orahovac  Arhivirana inačica izvorne stranice od 4. ožujka 2016. (Wayback Machine)